# جو كروفورد
جو كروفورد (بالإنجليزية: Joe Crawford)‏ هو لاعب كرة قاعدة أمريكي، ولد في 2 مايو 1970 في غينزفيل في الولايات المتحدة.

## وصلات خارجية
- جو كروفورد على موقع دوري كرة القاعدة الرئيسي (الإنجليزية)
- جو كروفورد على موقع الدوري الياباني لكرة القاعدة (الإنجليزية)
- جو كروفورد على موقعبيزبول رفرنس.كوم (الدوري الرئيسي) (الإنجليزية)
- جو كروفورد على موقعبيزبول رفرنس.كوم (الدوري الثانوي) (الإنجليزية)
- جو كروفورد على موقع إي إس بي إن.كوم (أم.أل.بي) (الإنجليزية)
- جو كروفورد على موقع مشجعي الرسوم البيانية (الإنجليزية)